# Tiffany Poon
Tiffany Poon (nascida em 29 de dezembro de 1996) é uma pianista clássica e youtuber americana nascida em Hong Kong, residente na cidade de Nova York.

## Carreira
Nascida em Hong Kong, Poon começou a ter aulas de piano aos quatro anos de idade. Aos nove anos, mudou-se para Nova York para estudar na divisão pré-universitária de Juilliard School, onde permaneceu por oito anos com uma bolsa integral, sob a orientação de Yoheved Kaplinsky. Ela estudou na Calhoun School durante o ensino médio, onde se formou em 2014.
Prosseguiu seus estudos no programa de intercâmbio entre a Universidade Columbia e a Juilliard School com Emanuel Ax e Joseph Kalichstein. Em maio de 2018, graduou-se em filosofia pela Universidade de Columbia, tendo sido contemplada com a prestigiada bolsa John Jay Scholarship.
Poon fez sua estreia como solista aos 10 anos e desde então se apresentou com orquestras e em recitais pelos Estados Unidos, Canadá, Europa, Austrália e China. Entre os locais onde ela se apresentou estão o Carnegie Hall, o Steinway Hall, em Nova York, e a Sala Mozart em Bolonha, Itália. Como solista, já tocou com a Plainfield Symphony Orchestra, a Fort Smith Symphony Orchestra, a ProMusica Chamber Orchestra e a Moscow Chamber Orchestra do Centro Pavel Slobodkin.
Poon está ativa nas redes sociais desde 2017 e expandiu sua atuação para o video blogging quando a pandemia de COVID-19 suspendeu as apresentações ao vivo.
Em dezembro de 2024, o canal de Poon no YouTube contava com mais de 300 mil inscritos. Ela comentou: “Claro, isso levou anos. Só comecei a fazer vlogs porque achava que a música clássica carecia de elementos humanos. Os compositores estão mortos e os músicos atuais não costumam falar de si mesmos como pessoas.” 
Em 2020, Poon fundou a Together with Classical, uma organização sem fins lucrativos destinada a unir pessoas e comunidades por meio da promoção da música clássica. A instituição apoia e financia programas e oportunidades de educação musical clássica.

“É meio triste que digam que a música clássica está morrendo, mas sinto que estou causando um impacto no mundo e gostaria de continuar inspirando mais gerações a apreciá-la, pois tenho recebido cada vez mais mensagens do meu público dizendo que foram motivados a tocar por minha causa. Isso significa muito para mim, pois indica que estou fazendo algo significativo e que vale o meu tempo.”— Tiffany Poon

## Prêmios
- 2012: Primeiro lugar e prêmio de Melhor Execução de Concerto, no 8º Concurso Internacional Frederic Chopin para Jovens Pianistas, Moscou[9]
- 2013: Concurso Internacional de Piano para Jovens do Kaufman Music Center
- 2014: Vencedora do National YoungArts nos Estados Unidos[10]
- 2014: Primeiro lugar no Concurso de Concerto da divisão Pré-Universitária de Juilliard.
- 2014: Segundo lugar no 10º Concurso Internacional Chopin Golden Ring, Eslovênia
- 2015: Participante do XVII Concurso Internacional de Piano Chopin, Varsóvia, Polônia
- 2016: Primeiro lugar no Manhattan International Music Competition[11]
- 2016: Terceiro lugar no 17º Concurso Internacional Robert Schumann, Alemanha[12]
- 2016: Terceiro lugar no Concurso Internacional de Concerto “Debut at the Berlin Philharmonic Hall”
- 2017: Segundo lugar no Concurso Internacional da Fundação Walter W. Naumburg
- 2019: Segundo lugar no KlavierOlymp do festival Kissinger Sommer, Alemanha
- 2019: Prêmio Jovem Artista da Agência Hessen no Festival de Música de Rheingau .[9][13]

## Discografia
- Natural Beauty - J.S. Bach, Haydn, Chopin, Liszt, Debussy, Kawai Edition, 2014[14]
- Edition Klavier-Festival Rurh Vol. 38: Festivaldebüts 2019[15]
- The Dvorak Album - with Jan Vogler, Kevin Zhu, Chad Hoopes, Matthew Lipman and Juho Pohjonen, Sony Classical, 2022[16]
- Diaries | Schumann - Robert Schumann, PENTATONE, 2024[17][18]
- Diaries: Schumann (Vinyl re-issue) -  Robert Schumann, PENTATONE, 2024